# Квемо-Хети
Квемо-Хети (груз. ქვემო ხეთი) — село в Грузии, на территории Чохатаурского муниципалитета края (мхаре) Гурия.
В 1840–1929 годах административно входило в состав Кутаисского уезда Кутаисской губернии.

## География
Село находится в западной части Грузии, на левом берегу реки Хевисцкали, на расстоянии приблизительно 6 километров (по прямой) к востоко-северо-востоку от посёлка городского типа Чохатаури, административного центра муниципалитета. Абсолютная высота — 248 метров над уровнем моря.

## Население
По результатам официальной переписи населения 2014 года, в Квемо-Хети проживало 380 человек (189 мужчин и 191 женщина). В национальной структуре населения грузины составляли 100 %.
| Год  | Население, человек |
| ---- | ------------------ |
| 2002 | 529                |
| 2014 | ↘ 380              |